# Верейцы (станция)
Верейцы́ (бел. Вярэ́йцы, Верайцы́) — железнодорожная станция в Осиповичском районе (Могилёвская область, Белоруссия).
Расположена в 99 километрах от Минска (станции Минск-Пассажирский) между остановочными пунктами Верхи и Советский (юго-восточное направление железнодорожной линии). Действует пассажирское пригородное сообщение электропоездами по линии Минск — Гомель вплоть до станций Минск-Пассажирский и Бобруйск. Является также начальным пунктом однопутной железнодорожной ветви Верейцы — Гродзянка, единственной в Белоруссии, по которой до сих пор осуществляются грузопассажирские перевозки (полный маршрут — Осиповичи I - Гродзянка).
Примерное время в пути со всеми остановками от ст. Минск-Пассажирский — 1 час 51 минута; от ст. Осиповичи I — 12 минут.
Станция построена в 1899 году и в настоящее время расположена в непосредственной близости от одноимённой деревни.

## Комментарии
1. ↑  Название и ударение даны по: Назвы населеных пунктаў Рэспублікі Беларусь: Магілёўская вобласць: нарматыўны даведнік / І. А. Гапоненка і інш.; пад рэд. В. П. Лемцюговай. — Минск: Тэхналогія, 2007. — С. 66. — 406 с. — ISBN 978-985-458-159-0.; Гарады і вёскі Беларусі / Рэдкал. Г. П. Пашкоў і інш. — Мінск: Беларус. Энцыкл. імя П. Броўкі, 2008. — Т. 5, кн. 1. Магілёўская вобласць. — С. 92. — 728 с. — ISBN 978-985-11-0409-9..